# Lexikon

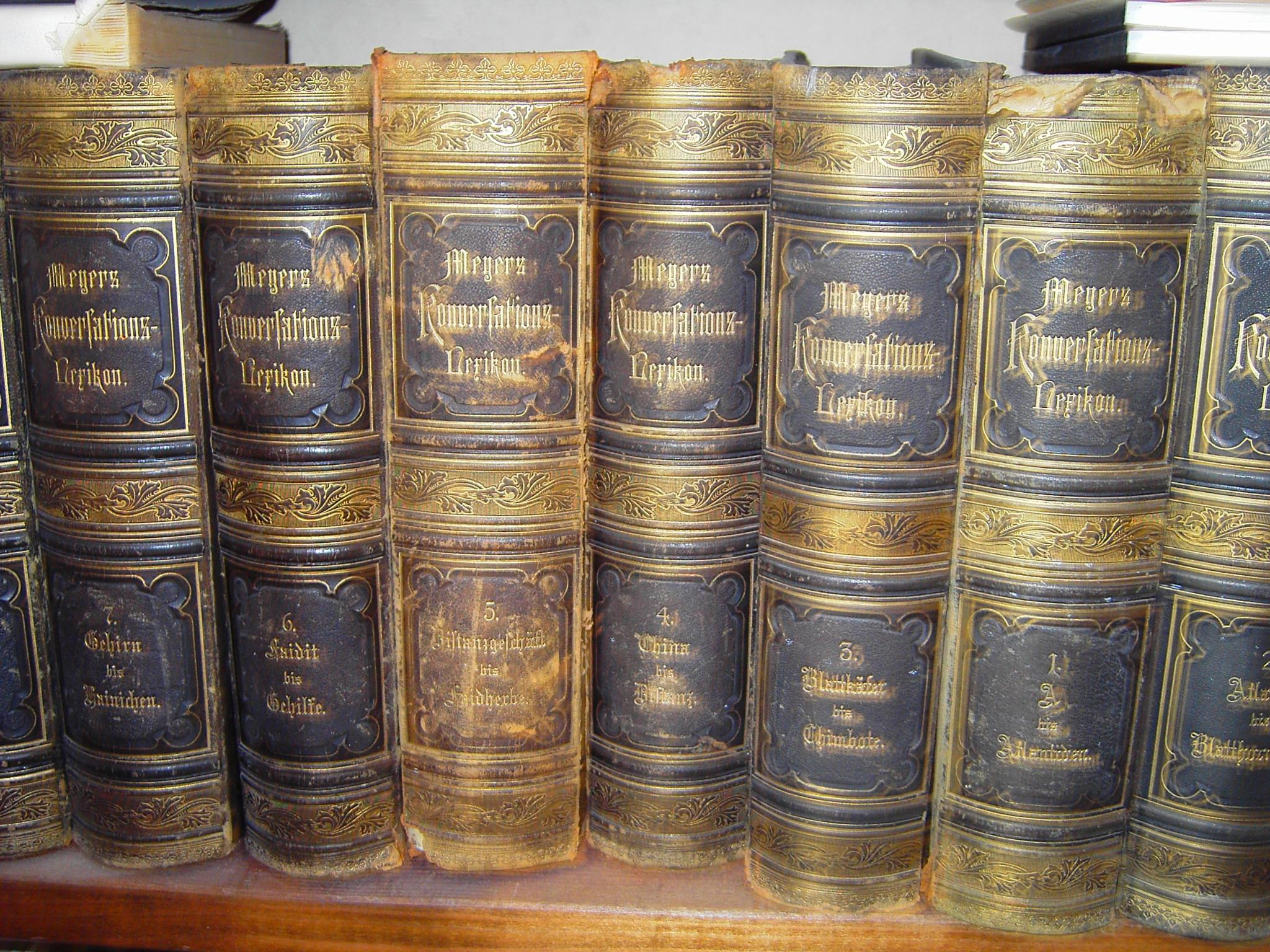
Meyers Konversations-Lexikon

Lexikon (pluriel : Lexika ou Lexiken), est généralement la désignation d’un livre de référence ou d’un dictionnaire au sens large.